# Li Mirok
Li Mirok (Pseudonym; bürgerlich: I Ui-gyeong; * 8. März 1899 in Haeju, heute Hwanghae-namdo in Nordkorea; † 20. März 1950 in Gräfelfing bei München) war ein koreanischer Schriftsteller, der in seinem deutschen Exil um die Mitte des zwanzigsten Jahrhunderts koreanische Erzählungen in deutscher Sprache verfasste.

## Leben
Aufgewachsen neben vier Geschwistern als jüngstes Kind und einziger Sohn eines Gutsbesitzers wuchs er in die nach strenger Sitte konfuzianistisch geführte Gesellschaftsordnung des alten Koreas hinein. Im Alter von 4 Jahren wurde er durch den Vater in die chinesische Schrift und die chinesischen Klassiker eingeführt und besuchte ab 1905 die Dorfschule alten koreanischen Stils (sodang). Nach dem Wechsel 1910 in eine Haidju-Volksschule nach den Bildungsvorstellungen Japans, das in diesem Jahr die Kolonialisierung Koreas formell besiegelt hatte, wurde er ein Jahr später mit 11 Jahren mit seiner Frau Choe Mun-ho verheiratet.
1914 nahm er den Besuch an der „Neuen Schule“ wieder auf, musste jedoch seinen Bildungsweg auf Grund einer Krankheit – die ihn sein Leben lang begleiten sollte – abbrechen. Um dennoch die Aufnahmeprüfung der Universität bestehen zu können, lernte er 2 Jahre mittels Fernunterricht weiter und konnte 1917 ein Medizinstudium an der Kyungsung-Hochschule für Medizin in Seoul aufnehmen. In dieser Zeit kamen seine beiden Kinder zur Welt: 1917 sein Sohn Myung-gi und 1919 seine Tochter Myung-ju.
Lis Teilnahme an den Protestaktionen 1919 gegen die japanische Besatzungsmacht – er half beim Drucken und Verteilen von Flugblättern – brachte ihn in Schwierigkeiten und so floh er auf Drängen seiner Mutter im selben Jahr nach Shanghai, China. Dort beteiligte er sich an der provisorischen Exilregierung Koreas und bereitete seine weitere Reise nach Deutschland vor.
Im Mai 1920 erreichte er sein Ziel und setzte 1922 in Würzburg und ein Jahr später in Heidelberg sein Medizinstudium fort. Jedoch holte ihn auch in Deutschland seine Krankheit ein und er musste für längere Zeit sein Studium unterbrechen.
Erst 1925 konnte er sein Studium in München wieder aufnehmen, wechselte aber das Fachgebiet und studierte nun Zoologie, Botanik und Anthropologie. 1928 reichte er seine Doktorarbeit zum Thema „Regulative Erscheinungen bei der Planarienregeneration unter anormalen Bedingungen“ ein und erhielt die Doktorwürde.
Ab 1931 veröffentlichte Li kleinere Texte, wie zum Beispiel „Nachts in einer koreanischen Gasse“ in der Zeitschrift „Dame“. Er fand Unterstützung durch den Kunsthistoriker Alfred Seyler, der sein Gönner wurde, und zog zu diesem nach Gräfelfing. 1946 veröffentlichte er seinen autobiographisch geprägten Roman „Der Yalu fließt“, welcher 1959 übersetzt auch in Südkorea erschien und ihn schlagartig berühmt machte. Li nahm an Stelle seines Geburtsnamens Ui-gyeong für seine schriftstellerische Tätigkeit den koreanischen Namen „Mi-rok“ des Bodhisattva Maitreya an.
Die letzten beiden Jahre seines Lebens widmete sich Li seiner Arbeit als Lektor für koreanische Sprache, chinesische und japanische Literatur und Geschichte im Ostasiatischen Institut an der Universität München. Li starb am 20. März 1950 in Gräfelfing; seine Grabstätte ist nach wie vor auf dem Gräfelfinger Friedhof zu finden. Große Teile seines schriftstellerischen Schaffens verbrannte Li kurz vor seinem Tod und sie blieben somit der Nachwelt nicht erhalten.

## Nachwirken
Im Sommer / Herbst 2008 entstand ein TV-Dreiteiler namens „Der Yalu fließt“, der Mirok Lis Leben wiedererzählt. Auftraggeber ist der südkoreanische Fernsehsender SBS – in Zusammenarbeit mit dem Bayerischen Rundfunk, ausführende Produktion ist Starmax. Für die in Deutschland an Originalschauplätzen entstandenen Szenen (Heidelberg, Kloster Münsterschwarzach, München) übernahm die Münchener Produktion Naumann Film die Organisation. Regie führt Jonghan Lee. Mirok Li wird von 3 Darstellern verkörpert: als Kind von Min Woo Noh, als junger Mann (1920–1932) von Sung-Ho Choi und in den Szenen bis zu seinem Tod (1933–1950) von Byok-Song Woo. Als Sendetermin in Südkorea wurde November 2008 genannt: drei Teile zu je einer Stunde.
Im Oktober 2024 wurden seine sterblichen Überreste nach Südkorea überführt und am Gräfelfinger Friedhof ein Trauerakt abgehalten. In Seoul wird er auf dem Nationalfriedhof Seoul beigesetzt.

## Werke
- Der andere Dialekt. Sungshin Women’s University Press, Seoul 1984.
- Iyagi. Kurze koreanische Erzählungen. EOS-Verlag, St. Ottilien 1996, ISBN 3-88096-300-2.
- Japanische Dichtung. Müller & Kiepenheuer, München 1949.
- Vom Yalu bis zur Isar. Erzählungen. Benedict-Press, Waegwan 1982.
- Der Yalu fließt. Eine Jugend in Korea. EOS-Verlag, St. Ottilien 1996, ISBN 3-88096-299-5 (Nachdr. d. Ausg. München 1946).